# Ørnereservatet

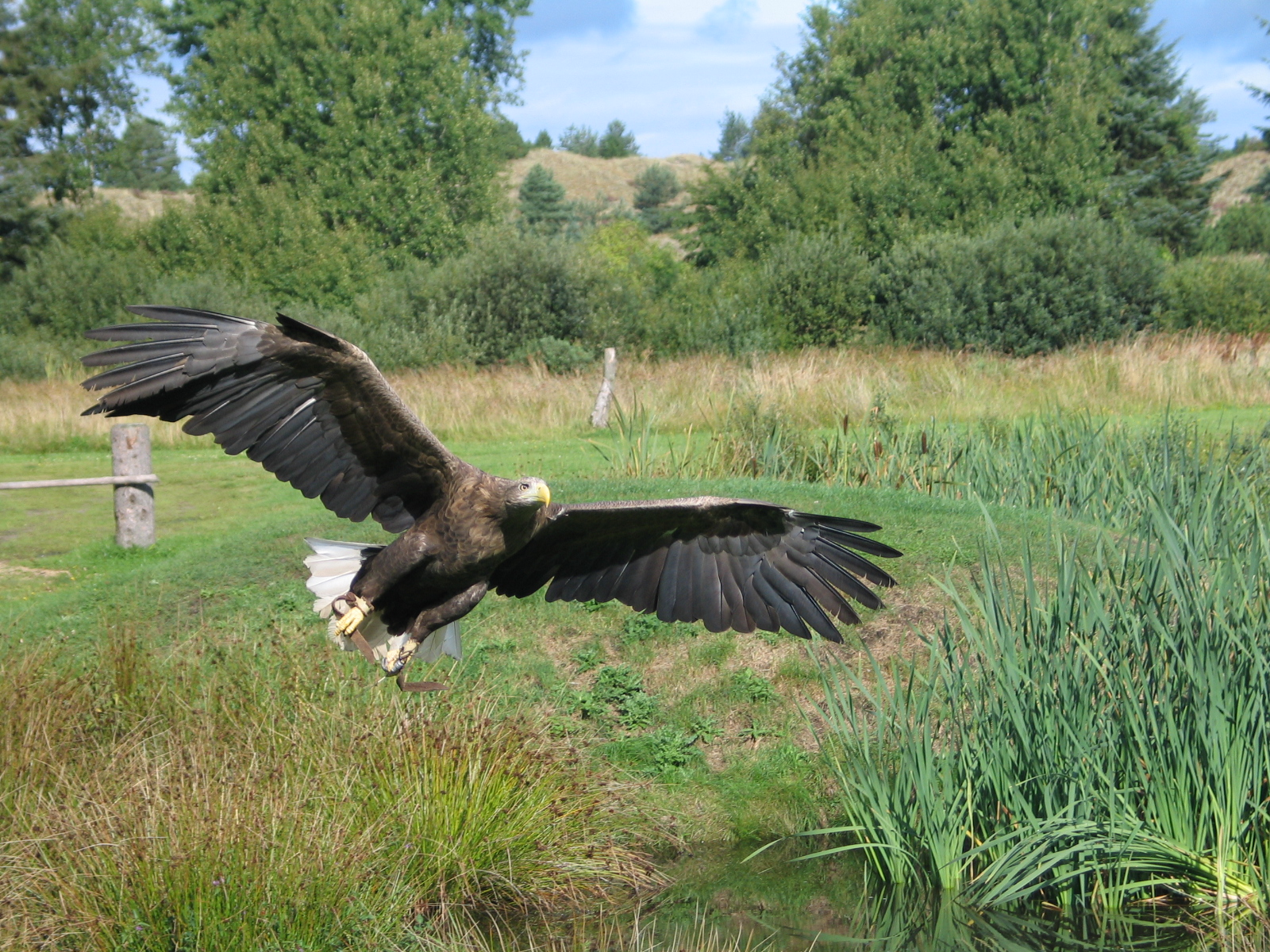
Seeadler im Reservat (September 2004).

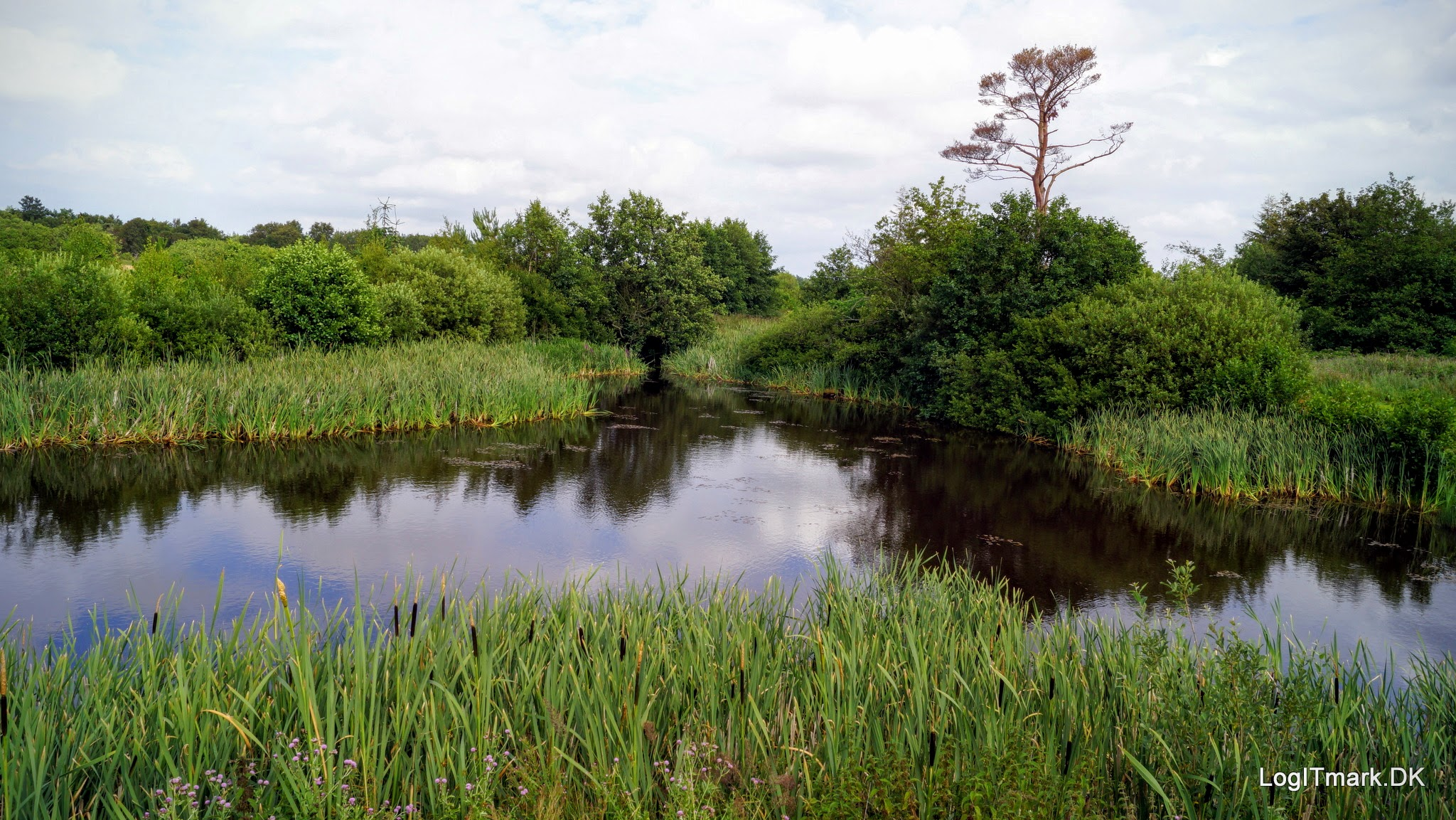
Der See auf dem Gelände des Reservates (August 2015).

Das 1980 gegründete Ørnereservatet (de.: Adlerreservat) ist ein Greifvogelreservat in Bindslev im Norden Dänemarks. Auf einem 40 Hektar messenden, naturnah belassenen Gelände widmet es sich einerseits der positiven Aufklärung über die Beizjagd (auch zu Pferde) und der Kulturgeschichte der Greifvögel, andererseits aber auch der Natur- und Umweltpädagogik bezüglich ihrer Biologie, Lebensweise und Gefährdung. Angestrebt wird dies mittels Dauer- und Sonderausstellungen, die sich beispielsweise dem Flug, der Kommunikation und der Evolution der Vögel sowie einzelnen Arten widmen. Hauptattraktion des Reservates sind regelmäßige Freiflugvorführungen.

## Lage
Das Reservat befindet sich im Norden des Vendsyssel, der seinerseits nördlichsten Landschaft Jütlands, die sich zwischen dem Kattegat, dem Skagerrak und dem Limfjord erstreckt. Administrativ liegt das Grundstück nordöstlich der zur Hjørring Kommune gehörenden Ortschaft Bindslev. Es ist infrastrukturell angebunden über die Sekundærrute 597, die Aalbæk im Osten mit Hirtshals im Westen verbindet und die in diesem Abschnitt die Bezeichnung Skagensvej trägt. Der Standort ist landschaftlich gekennzeichnet vom Übergang offener Ackerflächen zu Kiefernwald und markiert den Nordrand des mit einer Fläche von 775 Hektar ehemals größten Sees Nordjütlands, des zwischen 1854 und 1883 entwässerten Gårdbo Sø.

## Vogelbestand
Anfangs wurden im Reservat nahezu ausschließlich solche Adler- und Falkenarten gehalten, die in Nordeuropa heimisch sind. Lediglich einige Kaiseradler aus Mazedonien ergänzten den Bestand. Erst 2005 entschied man sich dazu, auch Adler aus anderen Teilen der Erde aufzunehmen. Im Reservat leben etwa 100 Vögel – im Laufe der Jahrzehnte waren dies unter anderem Steinadler, Seeadler, Weißkopfseeadler, Riesenseeadler, Kaiseradler, Klippenadler, Habichtsadler, Wanderfalken, Gerfalken, Habichte, Bartgeier und Bartkauze.
Im Jahr 1997 konnte erstmals ein Zuchterfolg verzeichnet werden, als zwei Seeadlerküken schlüpften. Seitdem haben Seeadler, Riesenseeadler und Steinadler dort regelmäßig Nachwuchs.

## Historie

### Vorgeschichte
Die Geschichte des Reservates ist maßgeblich verknüpft mit der Biographie seines Gründers Frank Wenzel (1938–2015). Dessen Interesse für Vögel bildete sich bereits früh in der Kindheit heraus und im Alter von nur 14 Jahren veröffentlichte er sein erstes ornithologisches Buch. Später absolvierte er eine Ausbildung zum Pressefotografen und arbeitete für Dansk Kulturfilm und für den Verlag Forlaget Munksgaard. Von seinen zahlreichen Auslandsreisen brachte er Falken und Adler mit nach Dänemark. Er ließ sich beim Präsidenten des Deutschen Falknerbundes, Hans Brehm, zum Falkner ausbilden.
Mit zwei Sakerfalken nahm er 1962 die Beizjagd auf, die bis dahin in Skandinavien seit knapp 200 Jahren nicht mehr praktiziert worden war. Innerhalb weniger Jahre entwickelte er sich zum führenden Experten Dänemarks in Bezug auf Greifvögel. Auf Einladung von Ragnar Spärck hielt er beispielsweise an der Universität Kopenhagen einen Vortrag über den Wespenbussard und 1970 richtete er am Binnensee Arresø im Norden Seelands ein erstes kleines Reservat ein. Dort gelang ihm als einem der ersten Dänen die Nachzucht von Greifvögeln in Gefangenschaft. Auf der Suche nach einem größeren Freigelände zog er 1976 nach Nordjütland. Im Jahr 1979 erhielt Wenzel eine signifikante Geldspende vom saudi-arabischen König Khalid ibn Abd al-Aziz, die ihm die Organisation der Wanderausstellung „Nordens Rovfugle“ (de.: Nördliche Greifvögel) durch zahlreiche dänische Bibliotheken ermöglichte.

### Die ersten zwei Jahrzehnte

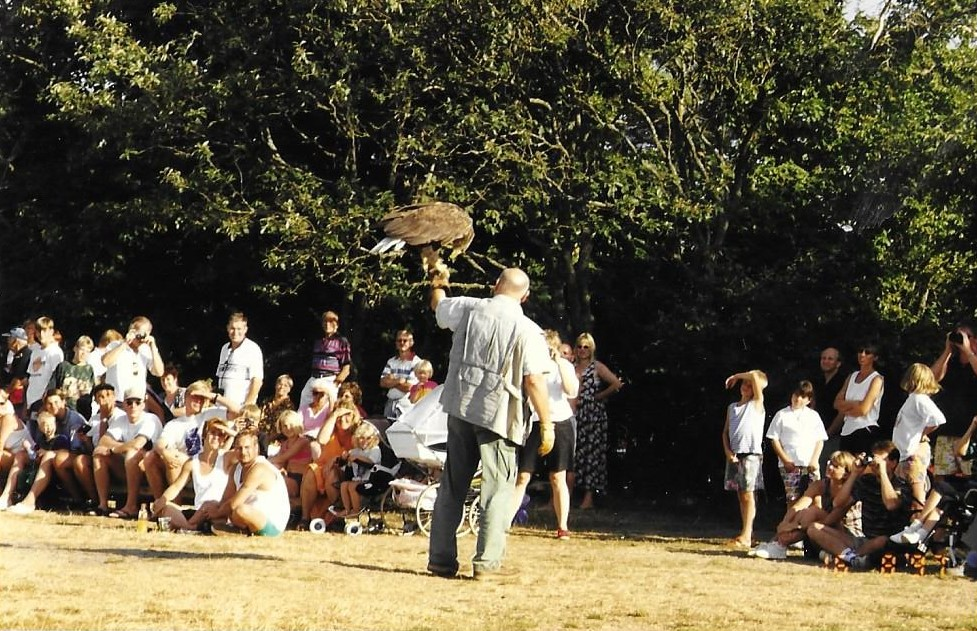
Freiflugvorführung im Reservat (August 1997).

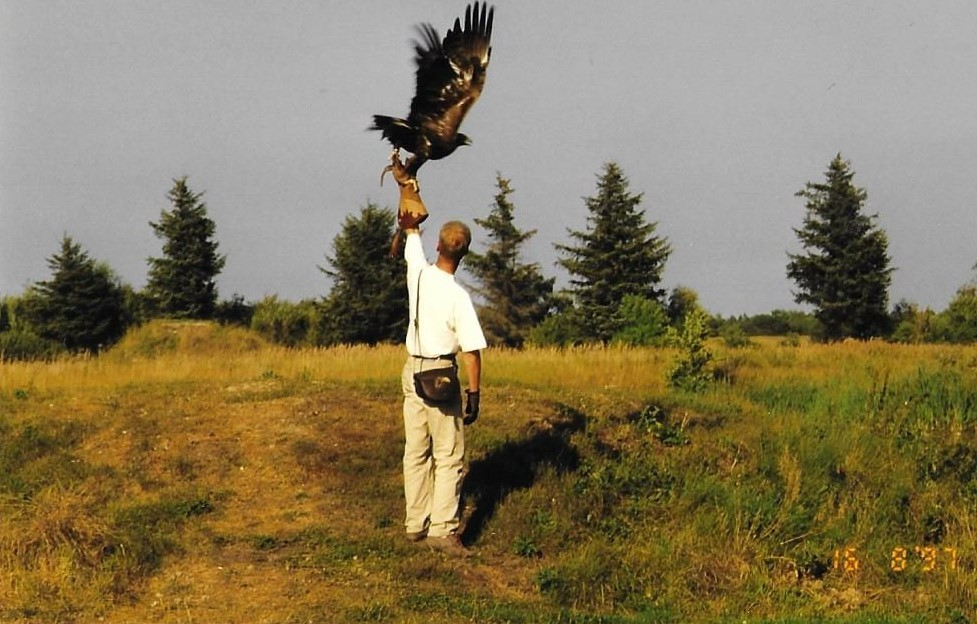
Freiflugvorführung im Reservat (August 1997).

Nach dem Ende der Ausstellung eröffnete Wenzel 1980 in Bindslev das Adlerreservat. Es war zunächst als rein wissenschaftliches Zentrum für den Schutz und die Erforschung von Greifvögeln geplant; Besucher gehörten ursprünglich nicht zum Konzept. Da die Station jedoch bald interessierte Einheimische und Touristen anlockte, wurden offizielle Öffnungszeiten eingerichtet, die sich am natürlichen Tagesrhythmus der Vögel orientierten. Im Jahr 1985 wurde der noch heute verwendete Name „Ørnereservatet“ erstmals verwendet – der Betrieb präsentiert sich zu Werbezwecken aber auch unter dem Markennamen „Eagle World“ – und 1990 konnte eine neue Ausstellungshalle in Betrieb genommen werden. Nachdem im ersten Jahr noch einige Hundert Besucher verzeichnet wurden, waren es 1992 bereits rund 75.000 Besucher. In jenem Jahr erfolgte auch die behördliche Anerkennung als Zoobetrieb.

### Entwicklungen im 21. Jahrhundert
Nachdem 2001 und 2002 neue Volieren für Adler und Falken errichtet worden waren, erfolgte 2003 eine Konzeptänderung des Reservates, das sich seitdem als nordisches Kulturzentrum für Greifvögel versteht. Zwei Jahre später wurden 2005 auch Tribünen für die Zuschauer konturiert. Als der Gründer Frank Wenzel Ende 2015 im Alter von 77 Jahren starb, übernahm sein jüngster Sohn Peter die Geschäftsführung. Um bei den Vorführungen witterungsunabhängiger zu sein, baute man 2019 in der zweiten Jahreshälfte eine neue Freiflughalle mit 150 Sitzplätzen. Sie wurde Anfang 2020 eingeweiht und weist bei einer Fläche von 1000 Quadratmetern eine Höhe von zehn Metern auf. Zu diesem Zeitpunkt besuchten jährlich zwischen 25.000 und 30.000 Gäste das Reservat.
Im September 2023 stellte die Hjørring Kommune einen Vertrag für ein ausgedehntes Areal zur Gewinnung erneuerbarer Energien zur Vorverhandlung. Geplant ist, auf der dem Ørnereservatet gegenüberliegenden Straßenseite des Skagensvej eine 250 Hektar große Photovoltaik-Freiflächenanlage sowie neun etwa 200 Meter hohe Windkraftanlagen zu errichten. Die Geschäftsleitung des Reservates äußerte daraufhin ernste naturschutzrechtliche Bedenken und mahnte an, dass die freifliegenden Greifvögel in großer Zahl an den Rotorblättern zu Schaden kommen könnten.